# Робертс, Жюстин
Жюстин Джульетта Элис Робертс (род. 11 октября 1967) — основательница и исполнительный директор британских веб-сайтов Mumsnet и Gransnet.

## Ранний период жизни
Робертс получила образование в средней школе Гилфорда и в Новом колледже в Оксфорде, где она изучала философию, политику и экономику.

## Карьера
Робертс была названа в рейтинге Media Guardian 2010 Power 100. Вместе с соучредительницей Mumsnet Кэрри Лонгтон она заняла седьмое место в «Списке власти 2013 года» журнала Би-би-си Woman Hour среди самых влиятельных женщин Великобритании.
В мае 2011 года Робертс основала Gransnet, дочерний сайт Mumsnet для людей старше 50 лет.
Она появилась на The Media Show, выразив обеспокоенность по поводу законодательства, регулирующего ведение блогов, а в мае 2013 года появилась в программе Great Lives на BBC Radio 4, выдвинув футбольного менеджера Билла Шенкли. 24 декабря 2015 года Робертс была включена британской компанией Richtopia в список 500 самых влиятельных генеральных директоров мира.
Робертс была назначена кавалером Ордена Британской империи в рамках новогодних наград 2017 года за заслуги перед экономикой.

## Личная жизнь
Робертс вышла замуж за журналиста Яна Каца незадолго до основания Mumsnet. У них было четверо детей. Пара рассталась в 2019 году и на январь 2023 года Робертс находится в новых отношениях.

## Признание
Она была признана одной из 100 женщин Би-би-си 2013 года.